# Пиер дьо Брашьо
Пиер дьо Брашьо (на френски: Pierre de Bracheux) е френски рицар, участник в Четвъртия кръстоносен поход.
Пиер е син на Юг, сеньор на Брашьо – градче в близост до Блоа, Франция. Присъединява се към похода като васал на граф Луи дьо Блоа. Участва във всички
по-важни битки – превземането на Зара, обасадата на Константинопол, боевете в Мала Азия и Тракия. Поради високия си ръст се отличавава в боевете
и става един от героите на похода. Той е единственият латински барон, който се среща с българския цар Калоян и се държи с него предизвикателно, което никой дотогава не си е позволявал. След поражението при Адрианпопол и смъртта на Луи дьо Блуа, дьо Брашьо воюва под командата на Анри Фландърски. През 1206г. императорът го изпраща заедно с Макер дьо Сент Менеулд в Мала Азия, където дьо Брашьо получава като владение крепостта Кизик на Мраморно море. През май 1207 г. никейската армия обсажда Кизик, а флотът под командата на Йоан Стирион блокира града по море. Същевременно местното гръцко население от остров Мармара също се разбунтува срещу своя владетел Брашьо. Император Анри Фландърски изпраща срещу никейците флот от 14 венециански галери, начело с рицарите Конон дьо Бетюн, Жофроа дьо Вилардуен, Милон льо Бребан, Ансо дьо Кайо, Тиери дьо Лоос и брат си Йосташ Фландърски. Разбирайки за приближаването на флота, Стирион сваля обсадата на Кизик и бяга. През 1208 г. Пиер дьо Брашьо участва в битката при Пловдив, в която той и Никола дьо Майи атакуват и разбиват личното отделение на цар Борил. През 1209 г. се завръща във Франция и прави много дарения за различни църкви и абатства, след което отново се връща в Константинопол. По-късно дьо Брашьо е пленен от войниците на никейския император Теодор I Ласкарис и умира в плен през 1210 г. в Мала Азия.

## Семейство
Пиер дьо Брашьо има дъщеря на име Елизабет и син Готие.